# 玉水坪遗址

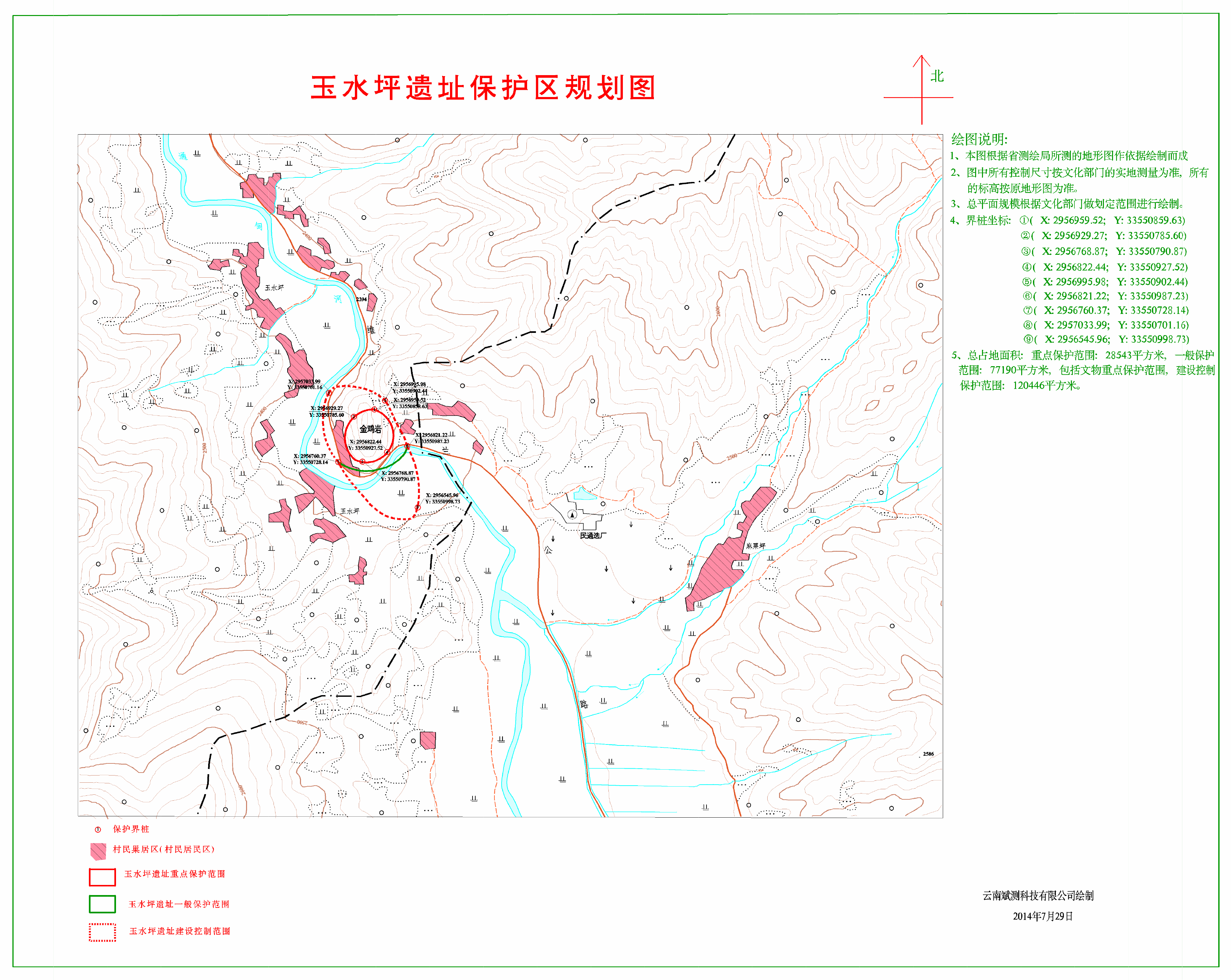
玉水坪遗址保护区规划图

玉水坪遗址位于云南省怒江傈僳族自治州兰坪白族普米族自治县通甸镇。遗址上层为新石器文化，下层为旧石器文化。

## 简介
玉水坪遗址位于玉水坪村附近，通甸河畔、金鸡岩上的5个石灰岩溶洞中。1976年当地村民炸山取石时4号洞穴被炸开，村民取洞中动物化石作药用，又运出堆积物作肥料，遗址破坏严重。1984年9月进行文物普查时，发现该遗址，随即进行抢救性清理，采集到一些石器、陶片、骨饰品、动物骨骼。1988年10月，怒江州文物管理所进行调查清理。2005年10、11月，云南省文物考古研究所进行正式发掘，发掘面积约33平方米，出土石器923件、骨器4,000余件以及部分动物化石，石器有石核、石片、砍砸器、刮削器、尖刃器、石锤、钻器、雕刻器、铲形器、磨制石斧和锛等，骨器有锥、铲、刀、尖状器等。遗址上层为新石器时代，下层为旧石器时代。是云南省一处重要的旧石器晚期遗址。
1986年6月，公布为第一批兰坪县文物保护单位；1989年5月2日，公布为第一批怒江州文物保护单位；2012年1月7日，公布为第七批云南省文物保护单位；2013年3月5日，公布为第七批全国重点文物保护单位。